# Fiodor Aleksandrovitch Golovine
Pour les articles homonymes, voir Golovine.
Fiodor Aleksandrovitch Golovine (en russe : Фёдор Александрович Головин), né en 1867, décédé en 1937, est un homme politique russe et le président de la deuxième Douma en 1907 et de la deuxième Douma impériale la même année.

## Biographie
Issu d'une famille noble dont la personnalité la plus célèbre fut Fiodor Alekseïevitch Golovine.

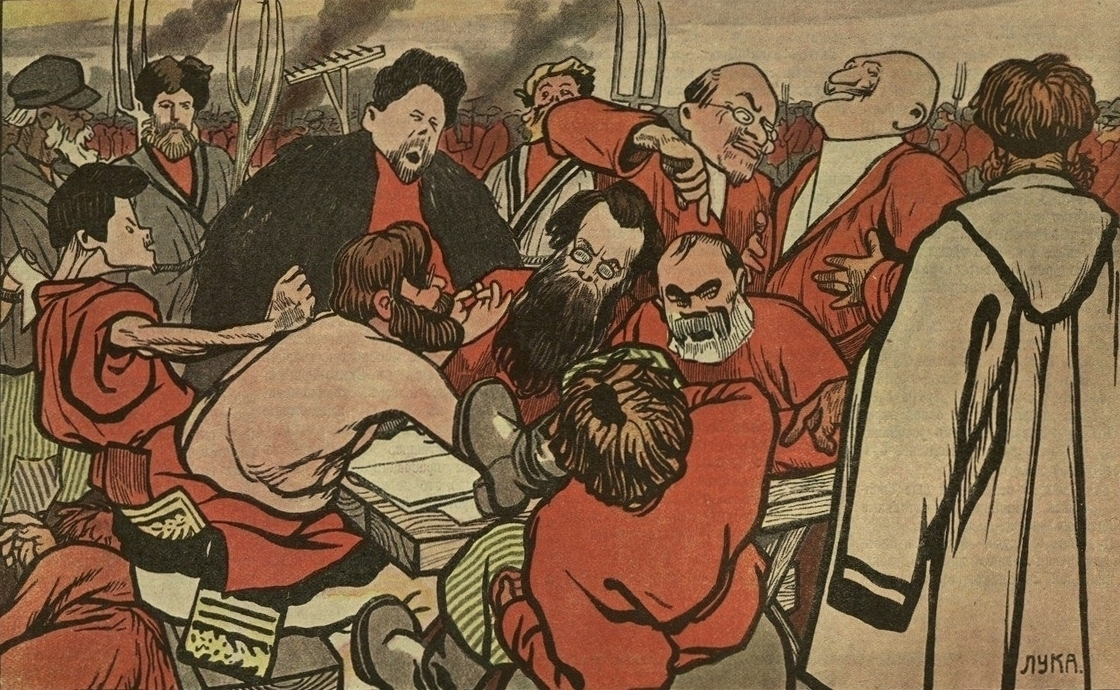
Golovine écrit une réponse à Stolypine, in Novoïé Vrémia à propos de la 2e convocation de la Douma d'État de l'Empire russe, reprise de Les Cosaques zaporogues écrivant une lettre au sultan de Turquie.

Fiodor Aleksandrovitch Golovine appartint au parti des Cadets (Parti constitutionnel démocratique) dont il est l'un des fondateurs. Il est Président de la Douma du 5 mars 1907 au 3 juin 1907.

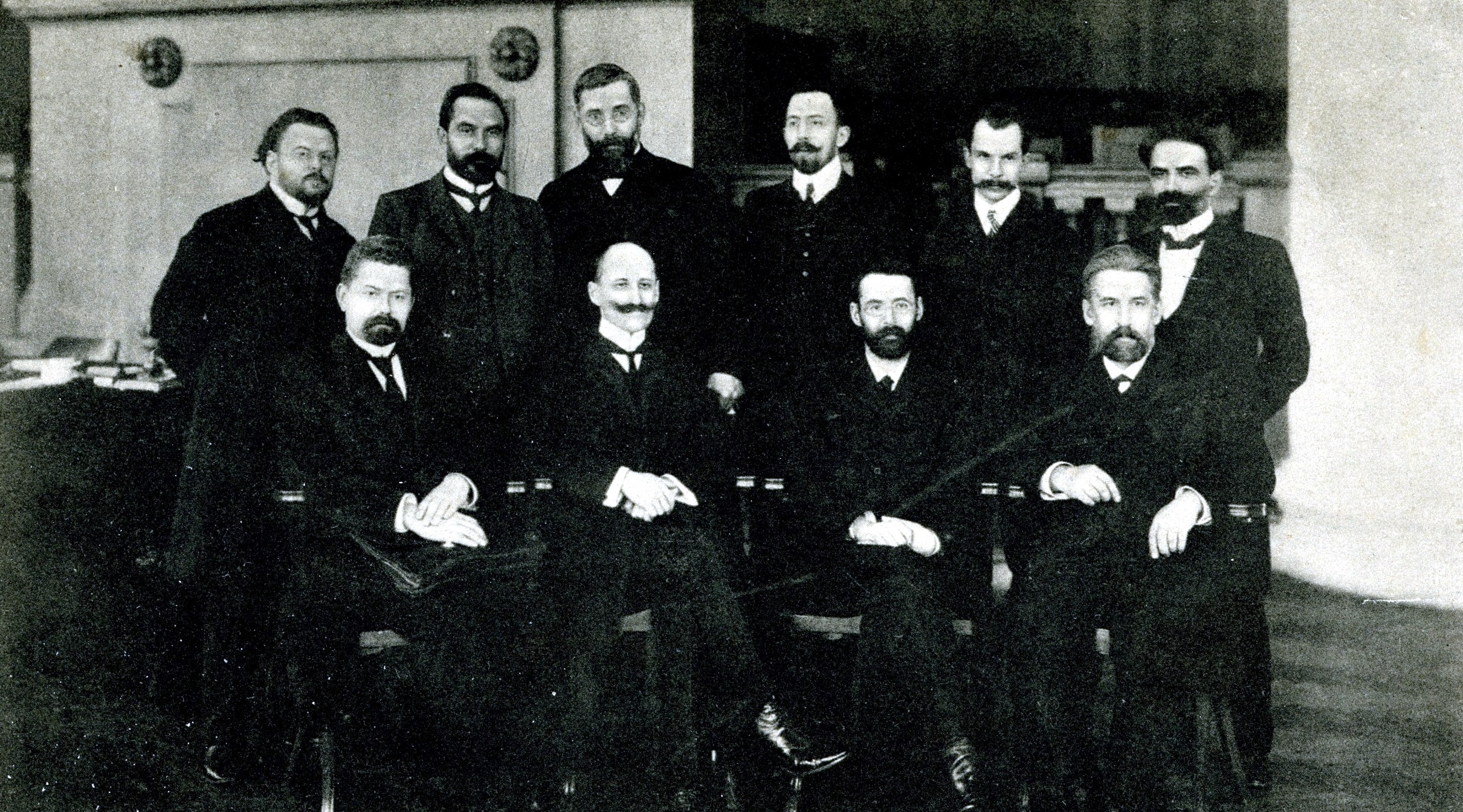
Présidium du deuxième Douma en 1907, Golovine, Berezine, Tchelkonov.

Victime de la répression soviétique, il fut réhabilité après la chute du communisme et après la chute de l'Union soviétique.

## Sources
- Nicolas II de Russie de Henri Troyat